# Aquí estoy (álbum de Eduardo Capetillo)
Aquí estoy es el título del segundo álbum de estudio en solitario grabado por el cantautor y actor mexicano Eduardo Capetillo. Fue lanzado al mercado bajo el sello discográfico BMG U.S. Latin el 24 de agosto de 1993.

## Lista de canciones
| Aquí estoy |                                            |                                                    |          |  |
| N.º        | Título                                     | Escritor(es)                                       | Duración |  |
| 1.         | «Chica de ayer»                            | Antonio Vega                                       | 3:37     |  |
| 2.         | «Me tienes»                                | Roy Orbison Adapt: al español: Lolita de la Colina | 3:30     |  |
| 3.         | «Extraña mujer»                            | Pablo Tedeschi                                     | 4:22     |  |
| 4.         | «No existe el adiós» (con Susana Zabaleta) | Cachorro López · Lolita de la Colina               | 2:58     |  |
| 5.         | «Detrás de ti»                             |                                                    | 3:56     |  |
| 6.         | «Envuelto a ti»                            | Áureo Baqueiro                                     | 3:43     |  |
| 7.         | «Te extraño toda»                          | Luna Fría                                          | 3:20     |  |
| 8.         | «Puede ser amor»                           | Lolita de la Colina                                | 3:51     |  |
| 9.         | «Aquí estoy»                               | Guadalupe García · Luis Rubén Ortiz                | 3:54     |  |
| 10.        | «Me sabes»                                 | Lolita de la Colina                                | 3:32     |  |
| 11.        | «No te atrevas»                            | Lolita de la Colina                                | 3:45     |  |
| 12.        | «No te atrevas»                            | Cachorro López · Lolita de la Colina               | 3:23     |  |
| 13.        | «Canción del adiós»                        | Cachorro López · Lolita de la Colina               | 1:02     |  |

- Datos: Q5702081